# Championnats d'Afrique de tir à l'arc 2012
Navigation
Édition précédente Édition suivante
Les championnats d'Afrique de tir à l'arc 2012 sont une compétition sportive de tir à l'arc qui a été organisée en 2012 à Rabat, au Maroc. Il s'agit de la 9e édition des championnats d'Afrique de tir à l'arc. Des participants de pays en dehors de l'Afrique ont également participé à la compétition et, dans certains cas, remportés des médailles.

## Résultats[1]

### Classique
| Épreuves          | Or                                                      | Argent                                                | Bronze                                                |
| ----------------- | ------------------------------------------------------- | ----------------------------------------------------- | ----------------------------------------------------- |
| Individuel hommes | Hady Elkholosy Égypte                                   | Ibrahim Sabry Égypte                                  | René-Philippe Kouassi Côte d'Ivoire                   |
| Individuel femmes | Justyna Mospinek Pologne                                | Wioleta Myszor Pologne                                | Natalia Lesniak Pologne                               |
| Par équipe hommes | Égypte Ahmed El-Nemr Ibrahim Sabry Hady Elkholosy       | Maroc Mohamed Jelloun Rachid Elbennaye Bouchaib Machi | Algérie Bousiah Moundhir Yacine Sadeg Mounir Megehrbi |
| Par équipe femmes | Pologne Justyna Mospinek Wioleta Myszor Natalia Lesniak | Égypte Amira Mansour Nada Kamel Mai Fouad             | Maroc Khadija Abbouda Fatine Ouadoudi Ibtissam Farjia |
| Par équipe mixte  | Égypte Ahmed El-Nemr Nada Kamel                         | Maroc Ibtissam Farjia Bouchaib Machi                  | Suisse Nathalie Dielen Dominik Faber                  |

### À poulie
| Épreuves          | Or                                           | Argent                                                | Bronze                                                  |
| ----------------- | -------------------------------------------- | ----------------------------------------------------- | ------------------------------------------------------- |
| Individuel hommes | Petrus Marx Afrique du Sud                   | Francois Marais Namibie                               | Lesley Page Namibie                                     |
| Individuel femmes | Beanta Viviers Namibie                       | Iroleen Van Litzenborg Page Namibie                   | Beatrix Van der Merwe Namibie                           |
| Par équipe hommes | Namibie Francois Marais Lesley Page Louw Nel | Égypte Mohamed Amr Ghanem Ahmed Fakhry Ashraf Mohamed | Maroc Mohammed Farahi Rachid Farahi Mohamed Ch-Chakouri |